# Myrmecophilus sanctaehelenae
Myrmecophilus sanctaehelenae is een rechtvleugelig insect uit de familie mierenkrekels (Myrmecophilidae). De wetenschappelijke naam van deze soort is voor het eerst geldig gepubliceerd in 1970 door Chopard.